# 880 Herba
A 880 Herba (ideiglenes jelöléssel 1917 CK) a Naprendszer kisbolygóövében található aszteroida. Max Wolf fedezte fel 1917. július 22-én, Heidelbergben.